# Eden (parfum)
Pour les articles homonymes, voir Eden.
 (mars 2012).
Si vous disposez d'ouvrages ou d'articles de référence ou si vous connaissez des sites web de qualité traitant du thème abordé ici, merci de compléter l'article en donnant les références utiles à sa vérifiabilité et en les liant à la section « Notes et références ».
Eden est un parfum de la marque Cacharel qui l'a lancé en 1994[réf. nécessaire]. Ses notes principales sont la mandarine, le lierre, le jasmin, la fleur de tiaré, le cèdre et la vanille Toutefois la fiche technique donné par le site OSMOZ mentionne d'autres notes de tête de cœur et de fond : 
Note de Tête : Pêche, Bergamote, Citron, Mandarine
Note de Cœur : Jasmin, Rose, Tubéreuse, Muguet
Note de Fond : Bois de Cèdre, Patchouli, Santal, Fève Tonka[réf. nécessaire].